# ザ・ホーンティング・オブ・ヒルハウス
『ザ・ホーンティング・オブ・ヒルハウス』（原題: The Haunting of Hill House）は、2018年に配信されたアメリカ合衆国のテレビドラマシリーズ。
古い幽霊屋敷ヒルハウスに引っ越してきた7人のクレイン一家を描く。
企画・制作はマイク・フラナガン、出演はミキール・ハースマン、パクストン・シングルトン、オリビア・クレインなど。2018年10月12日にNetflixオリジナル作品として全世界へ配信された。
2020年には続編にあたるドラマ『ザ・ホーンティング・オブ・ブライマナー』が配信された。

## あらすじ
古い幽霊屋敷ヒルハウスに引っ越してきたクレイン一家。5人の子供達がそこで経験した出来事は、大人になった現在も心と体をむしばんでいた。

## キャスト

### メイン
スティーブン・クレイン
演 - ミキール・ハースマン、パクストン・シングルトン（幼少期）、日本語吹替 - 森田成一
オリビア・クレイン
演 - カーラ・グギノ、日本語吹替 - 藤田奈央
ヒュー・クレイン
演 - ティモシー・ハットン、ヘンリー・トーマス（幼少期）、日本語吹替 - 成田剣
シャーリー・クレイン
演 - エリザベス・リーサー、ルールー・ウィルソン（幼少期）、日本語吹替 - 行成とあ、金子睦（幼少期）
ルーク・クレイン
演 - オリヴァー・ジャクソン＝コーエン、ジュリアン・ヒリアード（幼少期）、日本語吹替 - 小松史法
テオドラ・”テオ”・クレイン
演 - ケイト・シーゲル、マッケナ・グレイス（幼少期）、日本語吹替 - 冨樫かずみ
ネル・クレイン
演 - ヴィクトリア・ぺドレッティ、ヴァイオレット・マッグロウ（幼少期）、日本語吹替 - 松本沙羅

## エピソード
| シーズン | シーズン | 話数 | 話数 | 放送期間       | 放送期間       |
| -------- | -------- | ---- | ---- | -------------- | -------------- |
|          | 1        | 10   | 10   | 2018年10月12日 | 2018年10月12日 |

＊全話一斉配信

## 製作
2017年4月10日、Netflixは本作の製作を発表した。撮影は2017年10月からジョージア州アトランタ周辺で行なわれた。

## 評価

### 批評
本作は批評家から高い評価を受けている。批評集積サイトのRotten Tomatoesには96件のレビューがあり、批評家支持率は93%、平均点は10点満点で8.46点となっている。また、Metacriticには18件のレビューがあり、加重平均値は79/100となっている。